# Antonio Ginesi
Antonio Ginesi (Florencia, 1791 - Barcelona, 27 de marzo de 1824) fue un arquitecto neoclásico italiano afincado en Barcelona.

## Trayectoria
Viajó por Grecia y Egipto, estableciéndose en Barcelona en 1814. En la ciudad condal construyó el Cementerio del Este (1818), de un estilo un tanto ecléctico, que mezclaba el nuevo lenguaje clásico con elementos que perduraban del Barroco, así como influencias del arte egipcio. El cementerio tiene planta cuadrada, con un portal de acceso donde destacan dos pabellones de forma piramidal; en el extremo opuesto se encuentra la capilla, precedida de un pórtico tetrástilo con columnas de orden dórico, con una fachada coronada por un doble frontón clásico, el inferior con una representación del ouroboros egipcio, y el superior con un triángulo isósceles con haces de luz sostenido por dos ángeles. La mezcla de elementos griegos y egipcios fue muy criticada por otros arquitectos del momento, especialmente Antoni Cellers.
En el mismo cementerio erigió el Monumento a las víctimas de la fiebre amarilla de 1821 (1823), realizado en mármol blanco y formado por un pedestal y un cenotafio en forma de templete rectangular con cuatro columnas con frontones, y unas lápidas explicativas en sus cuatro costados; el templete está rematado por una columna con una cruz, sobre un pedestal piramidal.
Fue autor también de un Templete a la Libertad en el Pla de Palau, construido en 1823 durante el Trienio Liberal, y destruido poco después por los Cien Mil Hijos de San Luis.
Fue vicecónsul de Toscana en Barcelona, y escribió un tratado de arquitectura, Nuovo corso d'architettura civile dedotta dai magliori monumenti greci, romani, e italiani del cinquecento (Florencia, 1813).

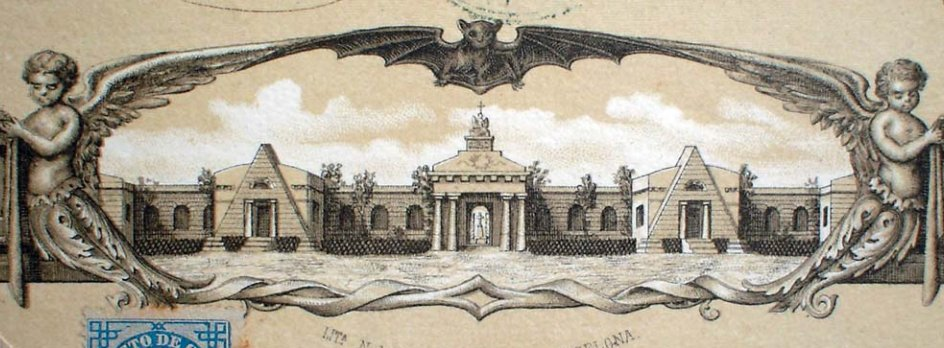
Fachada del Cementerio del Este, dibujo de Ginesi.